# 2008 في الولايات المتحدة
فيما يلي قوائم الأحداث التي وقعت خلال عام 2008 في الولايات المتحدة.

## أحداث
- 1 سبتمبر – إعصار آيك
- 15 يناير – خطوط الولايات المتحدة الجوية الرحلة 1549
- 4 نوفمبر – انتخابات الرئاسة الأمريكية 2008
- 24 يونيو – وايب أوت

## سياسة

### تعيين في المنصب
- 1 يناير – جستين عماش عضو مجلس نواب ميشيغان  [لغات أخرى]‏.
- 1 يناير – روبرت هيرت عضو مجلس ولاية فرجينيا.
- 14 يناير – بوبي جندال حاكم لويزيانا [الإنجليزية]‏.
- 28 يناير – إد شافر وزير الزراعة في الولايات المتحدة.
- 11 مارس – أندريه كارسن عضو مجلس النواب الأمريكي.
- 17 مارس – ديفيد باترسون حاكم نيويورك [الإنجليزية]‏.
- 1 أغسطس – دانيال ر روسيل مدير مكتب الشؤون اليابانية ‏.
- 2 ديسمبر – كيفن جونسون List of mayors of Sacramento, California [الإنجليزية]‏.

### انتهاء فترة المنصب
- 1 يناير – جون أدلر عضو مجلس ولاية نيوجيرسي.
- 1 يناير – جيمس جيفري نائب مستشار الأمن القومي (الولايات المتحدة).
- 1 يناير – ديبي هالفورسون عضو مجلس نواب إلينوي.
- 1 يناير – روبرت هيرت عضو مجلس نواب فرجينيا.
- 1 يناير – فرانك سميث عضو مجلس ولاية مونتانا.
- 1 يناير – مايك سميث عضو مجلس ولاية لويزيانا.
- 1 يناير – مايك كوفمان Secretary of State of Colorado [الإنجليزية]‏.
- 14 يناير – بوبي جندال عضو مجلس النواب الأمريكي.
- 14 يناير – كاثلين بلانكو حاكم لويزيانا [الإنجليزية]‏.
- 11 فبراير – توم لانتوس عضو مجلس النواب الأمريكي.
- 17 مارس – إليوت سبيتزر حاكم نيويورك [الإنجليزية]‏.
- 31 يوليو – ريتشارد أ. كودي نائب رئيس أركان جيش الولايات المتحدة [الإنجليزية]‏.
- 16 نوفمبر – باراك أوباما عضو مجلس الشيوخ الأمريكي.
- 18 نوفمبر – ماركو روبيو عضو مجلس نواب فلوريدا.
- 1 ديسمبر – كريس كريستي United States Attorney for the District of New Jersey [الإنجليزية]‏.

## رياضة
- 1 يناير – طواف كاليفورنيا 2008 الفائزون ليفي ليفيمير، ديفيد ميلار، كريستيان فاند فيلد.

## ظهور
- 1 يناير – إماجن دراجونس فرقة روك أمريكية.
- 1 يناير – دبستيب نوع من أنواع الموسيقى الراقصة الإلكترونية ، نشات في جنوب لندن ، إنجلترا . ظهرت في أواخر عقد 1990 . باعتبارها تطورا طبيعيا ضمن نمط من الأنماط المتصلة بها ، مثل موسيقى ,Broken beat , jungle ,2- Step Garage , reggae .
- 1 يناير – سيلينا غوميز أند ذا سين
- 1 يناير – فون
- 1 يناير – قهوة الرغبة بالموت علامة تجارية للقهوة.
- 1 يناير – كابيتال سيتيس
- 1 يناير – وولك ذا مون

## أفلام
من الأفلام التي صدرت هذه السنة في الولايات المتحدة:
- 1 يناير – 7 أرطال من إخراج غابرييل موتشينو.
- 1 يناير – أربعة أعياد ميلاد من إخراج سيث جوردون.
- 1 يناير – أم طفلة من إخراج Michael McCullers [الإنجليزية]‏.
- 1 يناير – أنا أعرف من قتلني من إخراج كريس سيلفرستون [الإنجليزية]‏.
- 1 يناير – أنا لست هناك من إخراج تود هينز.
- 1 يناير – الأرض من إخراج Mark Linfield [الإنجليزية]‏، ألاستيير فوثرغل.
- 1 يناير – الحب في زمن الكوليرا من إخراج مايك نيويل.
- 1 يناير – الحدث من إخراج إم. نايت شيامالان.
- 1 يناير – الخنافس في الحديقة من إخراج دينيس لي  [لغات أخرى]‏.
- 1 يناير – الدوقة من إخراج Saul Dibb [الإنجليزية]‏.
- 1 يناير – الرعد الاستوائي من إخراج بن ستيلر.
- 1 يناير – الركاب من إخراج رودريغو غارسيا.
- 1 يناير – الصبي في البيجامة المخططة من إخراج مارك هيرمان، ديفيد هيمان.
- 1 يناير – العزة والمجد من إخراج غافين أوكونور.
- 1 يناير – القارئ من إخراج ستيفن دالدري.
- 1 يناير – القتل المبرر من إخراج جون أفنيت.
- 1 يناير – المومياء: قبر إمبراطور التنين من إخراج روب كوهين.
- 1 يناير – النمط الحر من إخراج وليام عزيزي.
- 1 يناير – إخوة غير أشقاء من إخراج آدم مكاي.
- 1 يناير – إيجل آي من إخراج د. ج. كاروسو.
- 1 يناير – إيغور من إخراج Tony Leondis [الإنجليزية]‏.
- 1 يناير – بانكوك في خطر من إخراج Oxide Pang Chun  [لغات أخرى]‏، Danny Pang Phat [الإنجليزية]‏.
- 1 يناير – بولز أوف فيوري من إخراج روبرت بن غارانت.
- 1 يناير – بي كايند ريوايند من إخراج ميشيل جوندري.
- 1 يناير – تشي من إخراج ستيفن سودربرغ.
- 1 يناير – تيكن من إخراج بيير موريل.
- 1 يناير – جزيرة نيم من إخراج جينيفر فلاكيت [الإنجليزية]‏، مارك ليفين.
- 1 يناير – جنون المال من إخراج كالي خوري.
- 1 يناير – جوسبيل هيل من إخراج جيانكارلو اسبوزيتو.
- 1 يناير – حصان الماء من إخراج جاي راسيل.
- 1 يناير – حلم كاسندرا من إخراج وودي آلن.
- 1 يناير – دان في الحياة الحقيقية من إخراج بيتر هيدجيز.
- 1 يناير – دبليو من إخراج أوليفر ستون.
- 1 يناير – دوستانا من إخراج Tarun Mansukhani [الإنجليزية]‏.
- 1 يناير – يوم القيامة من إخراج نيل مارشال.
- 1 يناير – ذا سكوربيان كينغ 2: رايز أوف أواريور من إخراج راسل مولكاهي.
- 1 يناير – ذي روكر من إخراج بيتر كاتانيو.
- 1 يناير – ذي هاوس باني من إخراج فرد وولف [الإنجليزية]‏.
- 1 يناير – رومان بولانسكي: مطلوب ومرغوب
- 1 يناير – ريبو! الأوبرا الجينية من إخراج دارن لين بوسمان.
- 1 يناير – ريتشل تتزوج من إخراج جوناثان ديم.
- 1 يناير – ريليجولوس من إخراج لاري تشارلز.
- 1 يناير – زيارة الفرقة الموسيقية من إخراج عيران كوليرين.
- 1 يناير – سباق الموت من إخراج بول أندرسون.
- 1 يناير – ستارغيت: ذي آرك أوف تروث من إخراج روبرت س. كوبر.
- 1 يناير – ستارغيت: كونتينوم من إخراج مارتن وود.
- 1 يناير – ستسيل الدماء من إخراج بول توماس أندرسون.
- 1 يناير – سجلات سبايدرويك من إخراج مارك ووترز.
- 1 يناير – سو 4 من إخراج دارن لين بوسمان.
- 1 يناير – سو 5 من إخراج David Hackl [الإنجليزية]‏.
- 1 يناير – شك من إخراج جون باتريك شانلي.
- 1 يناير – ضخم
- 1 يناير – طريق الحجز من إخراج تيري جورج.
- 1 يناير – فالكيري من إخراج براين سينجر.
- 1 يناير – فود إنك من إخراج روبرت كينر.
- 1 يناير – فيكي كريستينا برشلونة من إخراج وودي آلن.
- 1 يناير – قائمة الدلو من إخراج روب راينر.
- 1 يناير – قابل الإسبارطيين من إخراج جايسون فرايدبيرغ، Aaron Seltzer [الإنجليزية]‏.
- 1 يناير – قطار الأناناس السريع من إخراج ديفيد غوردون غرين.
- 1 يناير – قناع الغوص والفراشة من إخراج جوليان شنابل.
- 1 يناير – كيث من إخراج تود أ. كيسلر.
- 1 يناير – لا تتراجع من إخراج جيف وادلو.
- 1 يناير – لا يمكن تعقبها من إخراج Gregory Hoblit [الإنجليزية]‏.
- 1 يناير – ليكفيو تيراس من إخراج Neil LaBute [الإنجليزية]‏.
- 1 يناير – مارلي وأنا من إخراج ديفيد فرانكل.
- 1 يناير – مايكل كلايتون من إخراج توني جيلروي.
- 1 يناير – مخلوقات مجنحة من إخراج روان وودز.
- 1 يناير – مدينة إيمبر من إخراج جيل كنعان.
- 1 يناير – مرثية من إخراج إيزابيل كويسيت.
- 1 يناير – مرحبا بك في بيتك روسكو جنكينز من إخراج مالكولم لي.
- 1 يناير – مسحوق أزرق من إخراج Timothy Linh Bui [الإنجليزية]‏.
- 1 يناير – مطرودون:غير مسموح بالذكاء
- 1 يناير – مقلاع الهيب هوب من إخراج جاكي سلوم.
- 1 يناير – ميرورز من إخراج ألكسندر أجا.
- 1 يناير – ميلك من إخراج جوس فان سانت.
- 1 يناير – نادي جين أوستن للقراءة من إخراج Robin Swicord [الإنجليزية]‏.
- 1 يناير – ناقل 3 من إخراج Olivier Megaton [الإنجليزية]‏.
- 1 يناير – نقطة أفضلية من إخراج بيت ترافيس.
- 1 يناير – هروب هارولد وكومار من خليج غوانتانامو من إخراج جون هورويتز، هايدن شلوسبيرغ.
- 1 يناير – وصيف الشرف من إخراج باول ويلاند.
- 9 يناير – 27 فستانا من إخراج آن فليتشر.
- 16 يناير – كلوفرفيلد من إخراج مات ريفيس.
- 17 يناير – في بروج من إخراج مارتن ماكدونا.
- 20 يناير – فيبي في بلاد العجائب من إخراج Daniel Barnz [الإنجليزية]‏.
- 24 يناير – بالتأكيد، ربما من إخراج آدم بروكس.
- 31 يناير – العين من إخراج دايفيد مورو (مخرج أفلام)، Xavier Palud  [لغات أخرى]‏.
- 1 فبراير – هانا مونتانا ومايلي سايروس:أفضل حفلة في كلا العالمين من إخراج Bruce Hendricks [الإنجليزية]‏.
- 6 فبراير – جمبر من إخراج دوج ليمان.
- 7 فبراير – ذهب الأبله من إخراج أندي تننت.
- 15 فبراير – فتاة بولين الأخرى من إخراج جاستن تشادويك.
- 19 فبراير – سيمي برو من إخراج كينت ألترمان [الإنجليزية]‏.
- 22 فبراير – 10000 ق م من إخراج رولان إيميريش.
- 7 مارس – 21 من إخراج Robert Luketic [الإنجليزية]‏.
- 10 مارس – نسيان ساره مارشال من إخراج Nicholas Stoller [الإنجليزية]‏.
- 27 مارس – سوبر هيرو موف من إخراج كريج مازن.
- 4 أبريل – المملكة المحرمة من إخراج روب مينكوف.
- 10 أبريل – ليلة حفل التخرج من إخراج نيلسون ماكورميك.
- 22 أبريل – ما يحدث في فيغاس من إخراج توم هيو.
- 30 أبريل – آيرون مان من إخراج جون فافرو.
- 16 مايو – سجلات نارنيا: الأمير قزوين من إخراج أندرو آدمسون.
- 17 مايو – سيطرة من إخراج أنطون كربيجن.
- 20 مايو – استبدال من إخراج كلينت إيستوود.
- 22 مايو – إنديانا جونز ومملكة الجمجمة الكريستالية من إخراج ستيفن سبيلبرغ.
- 23 مايو – سينكدوكي من إخراج تشارلي كوفمان.
- 25 مايو – نحن نملك الليل من إخراج جيمس غراي (كاتب).
- 6 يونيو – لا تعبث مع زوهان من إخراج دينيس دوغان.
- 12 يونيو – وانتد من إخراج تيمور بيكمامبيتوف.
- 13 يونيو – هولك الخارق من إخراج لويس ليترير.
- 16 يونيو – هانكوك من إخراج بيتر بيرغ.
- 19 يونيو – كن ذكيا من إخراج بيتر سيجال.
- 20 يونيو – غورو الحب من إخراج Marco Schnabel ‏.
- 28 يونيو – فتى الجحيم 2 من إخراج جييرمو ديل تورو.
- 30 يونيو – ماما ميا! من إخراج Phyllida Lloyd [الإنجليزية]‏.
- 10 يوليو – رحلة إلى مركز الأرض من إخراج Eric Brevig [الإنجليزية]‏.
- 18 يوليو – فارس الظلام من إخراج كريستوفر نولان.
- 27 أغسطس – يحرق بعد القراءة من إخراج إيثان كوين، جويل كوين.
- 30 أغسطس – مليونير متشرد من إخراج لافلين تاندن [الإنجليزية]‏، داني بويل.
- 1 سبتمبر – جونو من إخراج جيسون رايتمان.
- 4 سبتمبر – النساء من إخراج دياني إنجلش.
- 4 سبتمبر – خزانة الألم من إخراج كاثرين بيغلو.
- 5 سبتمبر – الحياة السرية للنحل من إخراج جينا برنس-بيثوود.
- 5 سبتمبر – المصارع من إخراج دارين أرنوفسكي.
- 7 سبتمبر – رجم ثريا من إخراج سیروس نورسته.
- 9 سبتمبر – جميع الأولاد يحبون ماندي لين من إخراج Jonathan Levine [الإنجليزية]‏.
- 26 سبتمبر – أشياء فقدناها في الحريق من إخراج سوزان بيير.
- 28 سبتمبر – خطة اللعب من إخراج Andy Fickman [الإنجليزية]‏.
- 3 أكتوبر – بيفرلي هيلز تشيواوا من إخراج راجا غوسنيل.
- 5 أكتوبر – كتلة أكاذيب من إخراج ريدلي سكوت.
- 13 أكتوبر – ماكس باين من إخراج جون مور (كاتب).
- 15 أكتوبر – فروست ونيكسون من إخراج رون هاوارد.
- 22 أكتوبر – هاي سكول ميوزيكال 3: سينيور يير من إخراج كيني أورتيغا.
- 29 أكتوبر – كم من العزاء من إخراج مارك فورستر.
- 9 نوفمبر – لا بلد للعجائز من إخراج إيثان كوين، جويل كوين.
- 17 نوفمبر – الشفق من إخراج كاثرين هاردويك.
- 26 نوفمبر – أستراليا من إخراج باز لورمان.
- 3 ديسمبر – سويني تود: الحلاق الشيطاني لشارع فليت من إخراج تيم برتون.
- 5 ديسمبر – أنا أسطورة من إخراج فرانسيس لورانس.
- 9 ديسمبر – رجل نعم من إخراج بيتن ريد.
- 10 ديسمبر – الحالة المحيرة لبنجامين بتن من إخراج ديفيد فينشر.
- 10 ديسمبر – حرب تشارلي ويلسون من إخراج مايك نيكولز.
- 11 ديسمبر – اليوم الذي تبقى فيه الأرض صامدة من إخراج سكوت ديركسون.
- 12 ديسمبر – غران تورينو من إخراج كلينت إيستوود.
- 15 ديسمبر – الطريق الثوري من إخراج سام ميندز.
- 20 ديسمبر – بي إس أنا أحبك من إخراج ريتشارد لاجرافينيز.
- 21 ديسمبر – الكنز الوطني: كتاب الأسرار من إخراج جون تيرتلتوب.
- 25 ديسمبر – ألين ضد المفترس: قداسة من إخراج Colin Strause ‏، Greg Strause ‏، Greg and Colin Strause [الإنجليزية]‏.
- 25 ديسمبر – قصص ما قبل النوم من إخراج آدم شانكمان.
- 31 ديسمبر – المدافع من إخراج إدورد زويك.

## برامج ومسلسلات وأنمي
- آفاتار: أسطورة أنج
- فيوتشوراما
- كينغ أوف ذا هيل
- مغامرات فلاب جاك
- قصص توم وجيري
- باتمان الجرأة والشجاعة
- فارس وفادي
- عائلة ساترديز

## موسيقى

### ألبومات
من الألبومات التي صدرت هذه السنة في الولايات المتحدة:
- 21 أبريل – الحياة الأمريكية من غناء مادونا.
- 28 أبريل – هارد كاندي من غناء مادونا.
- 17 يونيو – واحد من الصبيان من غناء كيتي بيري.
- 22 يوليو – الخروج من غناء مايلي سايرس.
- 19 أغسطس – الشهرة من غناء ليدي غاغا.
- 11 نوفمبر – جريئة من غناء تايلور سويفت.

## كتب
من الكتب التي صدرت هذه السنة في الولايات المتحدة:
- 1 يناير – المحاضرة الأخيرة من تأليف راندي باوش، Jeffrey Zaslow [الإنجليزية]‏.
- 1 يناير – فيزياء المستحيل من تأليف ميتشيو كاكو.
- 1 يناير – قلبك ينتمي إلي من تأليف دين كونتز.
- 1 يناير – مستقبل الإنترنت من تأليف Jonathan Zittrain [الإنجليزية]‏.
- 1 يناير – ويكيبيديا - الدليل المفقود من تأليف .
- 1 فبراير – كافيء نفسك من تأليف دانيال ستيل.
- 1 فبراير – مذكرات طالب: قوانين الأخ الأكبر من تأليف جيف كيني.
- 28 فبراير – ها قد أتى الجميع من تأليف كلي شيركي.
- 25 مارس – مدينة الرماد من تأليف كاسندرا كلير.
- 13 أبريل – الجسد المضيف من تأليف ستيفاني ماير.
- 1 مايو – عالم ما بعد أميركا من تأليف فريد زكريا.
- 1 يونيو – النذل من تأليف دانيال ستيل.
- 24 يونيو – رمز الشر من تأليف John Rothmann [الإنجليزية]‏، David G. Dalin [الإنجليزية]‏، آلان ديرشويتز.
- 2 أغسطس – بزوغ الفجر من تأليف ستيفاني ماير.
- 14 سبتمبر – مباريات الجوع من تأليف سوزان كولنز.
- 1 أكتوبر – امرأة صالحة من تأليف دانيال ستيل.
- 1 أكتوبر – جوهرة المدينة من تأليف شيري جونز  [لغات أخرى]‏.
- 16 أكتوبر – بلدات ورقية من تأليف جون غرين.

## وفيات

### يناير
- 10 يناير – ميلا نورمي
- 14 يناير – ميلتون وولف (مواليد 1915) جندي من الولايات المتحدة الأمريكية.
- 15 يناير – براد رينفرو (مواليد 1982) ممثل أمريكي.
- 17 يناير – بوبي فيشر (مواليد 1943) لاعب شطرنج أمريكي، وأستاذ كبير، وبطل العالم الحادي عشر في الشطرنج.
- 19 يناير – سوزان بليشيت (مواليد 1937) ممثلة أمريكية.
- 21 يناير – ماري سميث جونز (مواليد 1918)
- 25 يناير – رالف دوباس (مواليد 1935) ملاكم من الولايات المتحدة الأمريكية.
- 25 يناير – ريتشارد درمان (مواليد 1943)
- 28 يناير – جيري باتريك هيمينغ (مواليد 1937) رائد أعمال من الولايات المتحدة الأمريكية.
- 29 يناير – مارغريت ترومان (مواليد 1924)

### فبراير
- 1 فبراير – بيت لاليش (مواليد 1920) لاعب كرة سلة أمريكي.
- 2 فبراير – جوشوا ليدربرغ (مواليد 1925)
- 9 فبراير – جوزيف تايري سنيد الثالث (مواليد 1920) قاضي أمريكي.
- 9 فبراير – روبرت دوكوي (مواليد 1934)
- 10 فبراير – روي شايدر (مواليد 1932) ممثل أمريكي.
- 11 فبراير – فرانك بياسيكي (مواليد 1919)
- 12 فبراير – ديفيد غروه (مواليد 1939) ممثل أمريكي.
- 21 فبراير – بن تشابمان (مواليد 1928)

### مارس
- 2 مارس – فريدريك سيتز (مواليد 1911) فيزيائي أمريكي.
- 4 مارس – ريتشارد ديفيس أندرسون (مواليد 1922) رياضياتي أمريكي.
- 7 مارس – دافيد جيل (مواليد 1921) رياضياتي أمريكي.
- 12 مارس – جاك توماي (مواليد 1922) لاعب كرة سلة من الولايات المتحدة الأمريكية.
- 16 مارس – إيفان ديكسون (مواليد 1931)
- 20 مارس – توم كيلي (مواليد 1924) لاعب كرة سلة أمريكي.
- 21 مارس – جون لست (مواليد 1925) مجرم من الولايات المتحدة الأمريكية.
- 24 مارس – ريتشارد ويدمارك (مواليد 1914) ممثل أمريكي.

### أبريل
- 5 أبريل – شارلتون هيستون (مواليد 1923) ممثل أمريكي.
- 9 أبريل – آرت سبولسترا (مواليد 1932) لاعب كرة سلة أمريكي.
- 13 أبريل – جون أرتشيبالد ويلر (مواليد 1911) فيزيائي أمريكي.
- 16 أبريل – إدوارد نورتون لورنتز (مواليد 1917)

### مايو
- 1 مايو – ديبورا جين بالفري (مواليد 1956) قوادة من الولايات المتحدة الأمريكية.
- 2 مايو – بيفرلي ماكينزي (مواليد 1935) ممثلة أمريكية.
- 5 مايو – هيو برادنر (مواليد 1915) فيزيائي أمريكي.
- 8 مايو – إدي أرنولد (مواليد 1918)
- 15 مايو – ويليس لامب (مواليد 1913)
- 17 مايو – ريتشارد لاور (مواليد 1929)
- 24 مايو – ديك مارتن (مواليد 1922)
- 26 مايو – سيدني بولاك (مواليد 1934)
- 29 مايو – بولا غن ألين (مواليد 1939)
- 30 مايو – وليام أودوم إلدريدج (مواليد 1932) جندي من الولايات المتحدة الأمريكية.

### يونيو
- 2 يونيو – ميل فيرير (مواليد 1917)
- 13 يونيو – تيم روسيرت (مواليد 1950)
- 15 يونيو – آرثر غالستون (مواليد 1920) عالم نبات من الولايات المتحدة الأمريكية.
- 15 يونيو – كين موراي (مواليد 1928) لاعب كرة سلة من الولايات المتحدة الأمريكية.
- 17 يونيو – جيرالد دولان (مواليد 1945) فيزيائي أمريكي.
- 17 يونيو – سيد تشاريس (مواليد 1921)
- 19 يونيو – بيني سوين (مواليد 1933)
- 22 يونيو – جورج كارلين (مواليد 1937)
- 28 يونيو – روبرت سيمنس (مواليد 1918)
- 29 يونيو – دون ديفيس (مواليد 1942) ممثل أمريكي.

### يوليو
- 4 يوليو – إيفلين كييس (مواليد 1916)
- 6 يوليو – مندو راموس (مواليد 1948) ملاكم من الولايات المتحدة الأمريكية.
- 8 يوليو – جون تمبلتون (مواليد 1912)
- 11 يوليو – مايكل دبغي (مواليد 1908)
- 12 يوليو – توني سنو (مواليد 1955)
- 19 أغسطس – يوليوس كاري (مواليد 1952) ممثل أمريكي.
- 25 يوليو – راندي باوش (مواليد 1960)
- 29 يوليو – بروس إيفنز (مواليد 1946) سياسي أمريكي.
- 30 يوليو – آن أرمسترونغ (مواليد 1927) دبلوماسية أمريكية.

### أغسطس
- 5 أغسطس – كيني لين (مواليد 1932) ملاكم من الولايات المتحدة الأمريكية.
- 9 أغسطس – بيرني ماك (مواليد 1957) ممثل أمريكي.
- 19 أغسطس – يوليوس كاري (مواليد 1952) ممثل أمريكي.
- 20 أغسطس – ديك جونز (مواليد 1910) سياسي أمريكي.
- 20 أغسطس – لاري هينيسي (مواليد 1929)
- 21 أغسطس – فريد كرين (مواليد 1918)
- 23 أغسطس – توماس ولر (مواليد 1915)
- 25 أغسطس – كيفن داكويرث (مواليد 1964) لاعب كرة سلة من الولايات المتحدة الأمريكية.
- 28 أغسطس – فيل هيل (مواليد 1927)

### سبتمبر
- 1 سبتمبر – جيري ريد (مواليد 1937)
- 3 سبتمبر – مايكل مارتن هامر (مواليد 1948)
- 4 سبتمبر – جوي جيارديلو (مواليد 1930) ملاكم من الولايات المتحدة الأمريكية.
- 6 سبتمبر – أنيتا بيج (مواليد 1910) ممثلة أمريكية.
- 9 سبتمبر – وارث الدين محمد (مواليد 1933)
- 12 سبتمبر – ماكس ميرملستين (مواليد 1942) مهرب مخدرات من الولايات المتحدة الأمريكية.
- 13 سبتمبر – بيتر كاميخو (مواليد 1939) سياسي أمريكي.
- 26 سبتمبر – بول نيومان (مواليد 1925) ممثل ومخرج سينمائي أمريكي.
- 29 سبتمبر – لويس غوس (مواليد 1918) ممثل أمريكي.

### أكتوبر
- 1 أكتوبر – جاي دون فيرغسون (مواليد 1933) ممثل أمريكي.
- 4 أكتوبر – جوني ساكستون (مواليد 1930) ملاكم من الولايات المتحدة الأمريكية.
- 15 أكتوبر – إيدي آدمز (مواليد 1927)
- 17 أكتوبر – نيك وذرسبون (مواليد 1950) لاعب كرة سلة أمريكي.
- 25 أكتوبر – آيموس جويل الإبن (مواليد 1918) مهندس من الولايات المتحدة الأمريكية.
- 27 أكتوبر – برنارد وليام روجرز (مواليد 1921)
- 31 أكتوبر – ستادز تيركل (مواليد 1912)

### نوفمبر
- 4 نوفمبر – مايكل كرايتون (مواليد 1942)
- 10 نوفمبر – دوروثي جونسون فون (مواليد 1910)
- 14 نوفمبر – أدريان كانترويتز (مواليد 1918)
- 19 نوفمبر – كارول كالدويل جرايبنر (مواليد 1943) لاعبة كرة مضرب أمريكية.
- 25 نوفمبر – دايفيد جونز (مواليد 1913) ضابط من الولايات المتحدة الأمريكية.
- 25 نوفمبر – لويجي ماستروياني (مواليد 1925)

### ديسمبر
- 1 ديسمبر – بول بنيديكت (مواليد 1938) ممثل أمريكي.
- 2 ديسمبر – هنري مولاسون (مواليد 1926) يعاني من اضطراب في الذاكرة.
- 7 ديسمبر – مارلين ميلتزر (مواليد 1922)
- 12 ديسمبر – كارلتون غايدوشك (مواليد 1923)
- 15 ديسمبر – ستيفن أوسترو (مواليد 1946) عالم فلك من الولايات المتحدة الأمريكية.
- 16 ديسمبر – جون كوستيلو (مواليد 1961) ممثل أمريكي.
- 16 ديسمبر – سام بوتومز (مواليد 1955) ممثل أمريكي.
- 17 ديسمبر – بول غريكو (مواليد 1955) ممثل أمريكي.
- 17 ديسمبر – سامي بو (مواليد 1914)
- 17 ديسمبر – هنري اشبي تيرنر (مواليد 1932) مؤرخ أمريكي.
- 18 ديسمبر – مارك ويليام فيلت (مواليد 1913) محامي من الولايات المتحدة الأمريكية.
- 22 ديسمبر – نورم كوك (مواليد 1955) لاعب كرة سلة أمريكي.
- 24 ديسمبر – صامويل هنتنجتون (مواليد 1927)
- 25 ديسمبر – إيرثا كيت (مواليد 1927) ممثلة أمريكية.
- 30 ديسمبر – بيرني هاميلتون (مواليد 1928)